# Кан Сонгю
Кан Сонгю (кор. 강선규?, 康善圭? Канъ Сонгю; родился 20 апреля 1986 года в Сеуле, Южная Корея) — южнокорейский футболист, полузащитник.

## Карьера
Кан Сонгю начинал заниматься футболом на родине, где играл за одну из университетских команд. В 2006 году футболист из Кореи перешёл в российский клуб «Рубин». В 2007 году он принял участие в двух кубковых матчах против «Ростова». В Премьер-лиге корейский игрок так и не дебютировал, однако провёл 29 встреч за дублирующий состав казанского клуба. В ноябре 2007 года контракт с футболистом был расторгнут по обоюдному согласию. Кан Сонгю вернулся в Южную Корею, где стал выступать за «Тэджон Ситизен». В Кей-лиге он успел провести 11 матчей, после чего в 2010 году перешёл в другой клуб — «Канвон». В 2011 году был отпущен из команды. О дальнейшей судьбе корейца ничего не известно.